# William Morton (ciclista)
William Morton (Hunslet, 20 giugno 1880 – Toronto, 21 marzo 1952) è stato un pistard britannico naturalizzato canadese.

## Palmarès

### Olimpiadi
- Bronzo a Londra 1908 nell'inseguimento a squadre.